# Charlotte Canda
Charlotte Canda (3 de febrero de 1828 – 3 de febrero de 1845), a veces referida sencillamente como "señorita Canda", fue una joven debutante que murió en un accidente de carruaje en el camino a casa desde su fiesta de decimoséptimo cumpleaños y presentación en sociedad en la ciudad de Nueva York. Es conmemorada en un mausoleo victoriano en el Cementerio de Green-Wood, Brooklyn obra de Robert Launitz y John Frazee. El caro y ornamentado monumento atraía a miles de visitantes al cementerio a finales del siglo XIX.

## Trasfondo.
El padre de Charlotte, Charles Canda, había sido oficial en el ejército de Napoleón y era el director de una escuela en Lafayette Place en Manhattan. Él y su esposa, Adele Canda, habían adoptado a Charlotte cuando era una niña pequeña. Charles Canda estaba dejando a una de las amigas de Charlotte en su casa en Waverly Place en Manhattan tras asistir a su decimoséptimo cumpleaños cuando los caballos se asustaron, quizás debido a la noche tormentosa, y salieron en estampida. Charlotte cayó fuera del carruaje desbocado sin conductor entre Broadway y Waverly Place, golpeándose la cabeza contra el pavimento. Murió en brazos de su padre.

## Entierro
Canda, como católica, fue primero enterrada en la catedral vieja de San Patricio entre Prince Street y Mott Street. Su mausoleo monumental, completado en 1847, está localizado en Greenbough Avenue y Fern Avenue dentro del Cementerio de Green-Wood en Brooklyn. Allí fue reenterrada el 29 de abril de 1848.
El monumento está construido en mármol blanco de Carrara al estilo de un tabernáculo y presenta una arquitectura neogótica con agujas, flores talladas, y ángeles. Una estatua grande de Canda representada con su vestido de cumpleaños aparece bajo un dosel de mármol. En un artículo de 1893, The New World remarcó, en su "hermosa forma todavía preservada en mármol". El escultor Launitz diseñó la tumba junto con Frazee, aunque el papel de Frazee en el trabajo ha sido puesto en cuestión por algunos de sus biógrafos. El diseño se basó en parte en los bocetos de la propia Canda para un monumento conmemorativo a su tía, Clemence Canda, que había muerto un año antes que ella.
El simbolismo en el monumento incluye libros (Charlotte era una joven culta que hablaba fluidamente cinco idiomas); sus instrumentos musicales; sus útiles de dibujo; antorchas hacia abajo, símbolo de la extinción de la vida (excepto la luz eterna en la Gloria); loros (sus mascotas); y diecisiete rosas en una diadema sobre su cabeza (celebraba su decimoséptimo cumpleaños). El monumento tiene también diecisiete pies de alto y diecisiete pies de largo (5 x 5 m).
El mausoleo costó más de 45,000 dólares (equivalente a 1,538,988.16 dólares de 2020) y pronto se convirtió en un monumento popular para los visitantes del cementerio, atrayendo multitudes. A finales del siglo XIX, los neoyorquinos solían hacer picnics en el cementerio. El gasto y monumentalidad del mausoleo, junto con la tragedia romántica de la muerte de la joven heredera, atraían a tal grado la atención pública que durante décadas después de su muerte, referencias en la prensa popular sencillamente como "Miss Canda" eran de inmediato entendidas como refiriéndose a Charlotte.
Charles Albert Jarrett de la Marie (1819–1847), de ascendencia noble francesa y prometido de Canda, se suicidó dos años después de su muerte y fue enterrado cerca. Como suicida, no podía ser inhumado en tierra consagrada junto a su futura esposa, así que fue enterrado cerca en tierra sin consagrar bajo una pequeña lápida vertical con el escudo de armas familiar tallado.

## Tributos

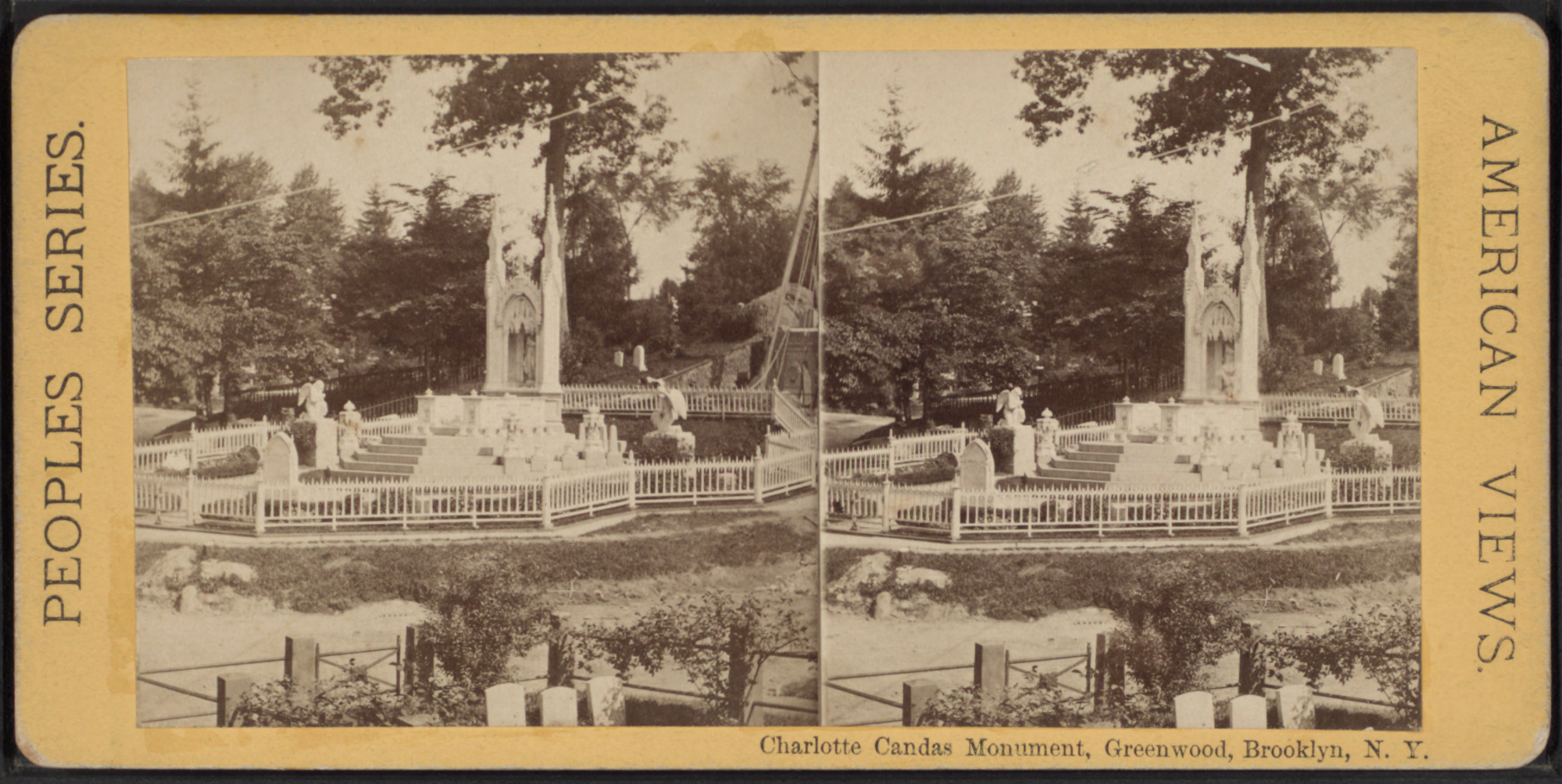
Estereoscopía del mausoleo en la colección de Robert N. Dennis.

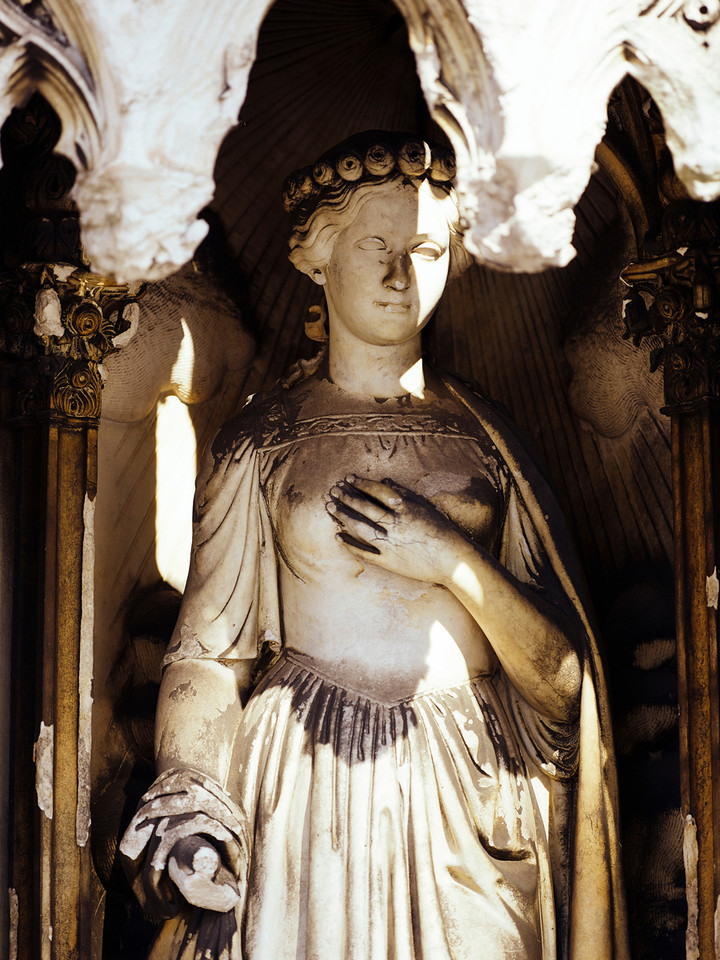
Detalle de su estatua en mármol en el mausoleo de Charlotte Canda.

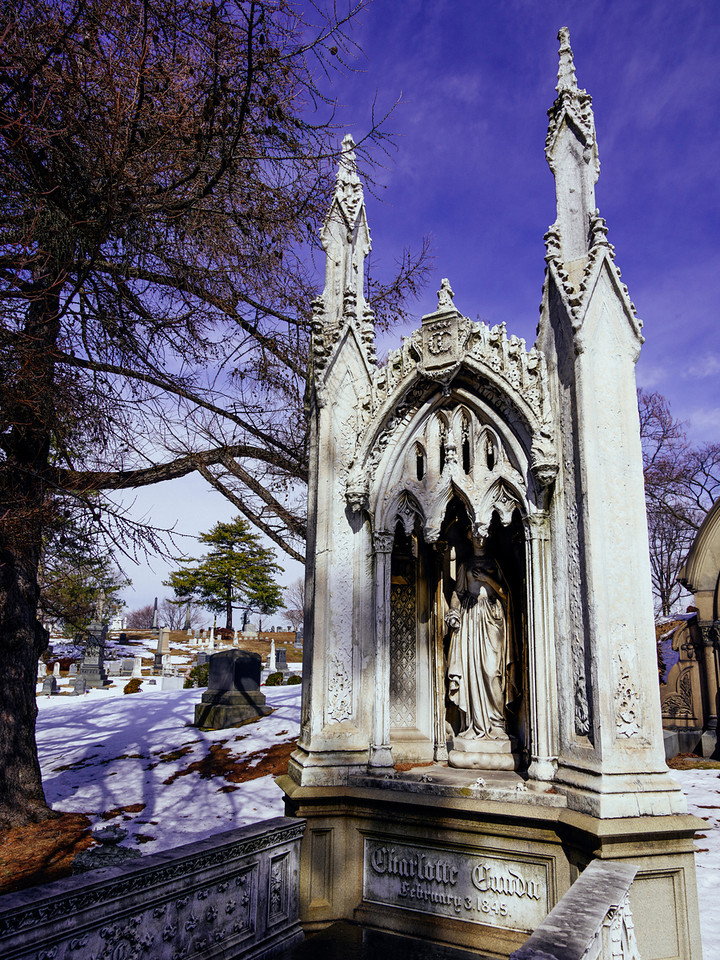
Vista en ángulo del monumento fúnebre.

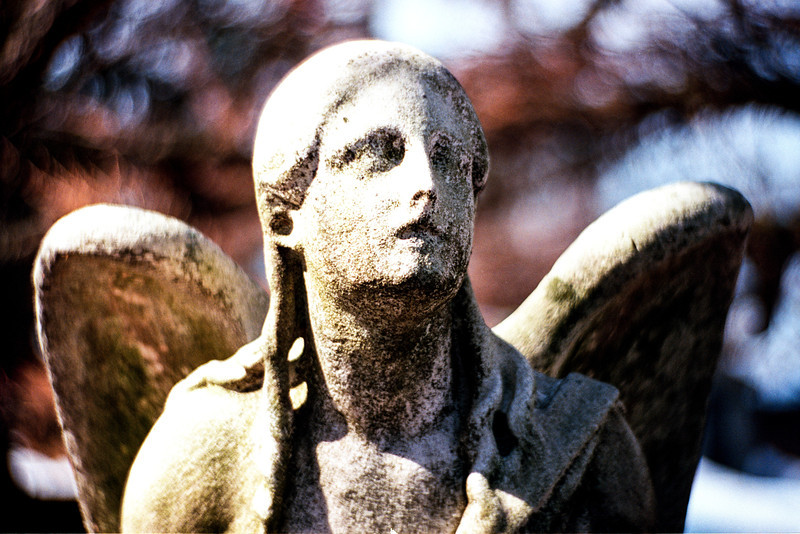
Una pareja de ángeles arrodillados flanquea el monumento.

Andrea Janes (A. J. Sweeney) escribió una historia en homenaje a Charlotte Canda.
En 1897, Daniel Pelton publicó una colección de poemas titulada Greenwood, An Elegy: Meditations Among the Tombs, en que  incluyó una oda a Charlotte Canda.
 